# III. třída okresu Český Krumlov
III. třída okresu Český Krumlov patří společně s ostatními třetími třídami mezi deváté nejvyšší fotbalové soutěže v Česku. Je řízena Okresním fotbalovým svazem Český Krumlov. Hraje se každý rok od léta do jara se zimní přestávkou. Vítěz postupuje do II. třídy okresu Český Krumlov.

## Vítězové

### III. třída okresu Český Krumlov
| Ročník    | Vítězný tým                 |
| --------- | --------------------------- |
| 2001/2002 | TJ Smrčina Horní Planá „B“  |
| 2002/2003 | Sokol Soběnov               |
| 2003/2004 | TJ Sokol Kájov              |
| 2004/2005 | TJ Rožmitál na Šumavě       |
| 2005/2006 | TJ Sokol Benešov nad Černou |
| 2006/2007 | TJ Horní Dvořiště           |
| 2007/2008 |                             |
| 2008/2009 | TJ Sokol Přídolí            |
| 2009/2010 | SK Větřní „B“               |
| 2010/2011 | FK Dynamo Vyšší Brod „B“    |
| 2011/2012 | SK Holubov                  |
| 2012/2013 | TJ Smrčina Horní Planá „B“  |
| 2013/2014 | FC Velešín „B“              |
| 2014/2015 | SK Větřní „B“               |
| 2015/2016 | TJ Sokol Benešov nad Černou |
| 2016/2017 | FC Velešín                  |
| 2017/2018 | FC ROMO Český Krumlov       |
| 2018/2019 |                             |